# Орсинья (гора)
Орсинья (итал.  Orsigna) — гора в итальянских областях Эмилия-Романья и Тоскана.

## Описание
Вершина Тоскано-Эмилианских Апеннин (1555 м), на границе провинций Пистоя и Болонья, в бассейне реки Рено, на северной стороне долины одноимённого ручья, впадающего в реку Рено ниже Праккья. Единственным центром в долине является Орсинья, курорт в муниципалитете Пистоя (примерно в 29,5 км).